# Columbiophasma
Columbiophasma är ett släkte av insekter. Columbiophasma ingår i familjen Pseudophasmatidae.
Kladogram enligt Catalogue of Life:
| Columbiophasma | \| \| Columbiophasma coriacea \| \| \| \| \| \| Columbiophasma quindensis \| \| \| \| |
|                | \| \| Columbiophasma coriacea \| \| \| \| \| \| Columbiophasma quindensis \| \| \| \| |
|                | Columbiophasma coriacea                                                               |
|                |                                                                                       |
|                | Columbiophasma quindensis                                                             |
|                |                                                                                       |